# Парент, Бернард
Бернард (Берни) Марсель Парент (англ. Bernard Marcel "Bernie" Parent; род. 3 апреля 1945 года) — канадский хоккеист, двукратный обладатель «Конн Смайт Трофи» (1974, 1975).

## Карьера
Берни Парент родился и вырос в квебекском Монреале. В детстве увлекался теннисом. Достаточно поздно для своих сверстников научился кататься на коньках. Но его целеустремлённость привела к тому, что он смог достичь больших успехов в хоккее. Уже в юном возрасте он был задрафтован клубом «Бостон Брюинз». В 20 лет в составе «Ниагара-Фолс Флайерз» выиграл Мемориальный кубок (1965).
В дебютном сезоне в НХЛ провёл 39 игр, в которых пропустил 128 шайб, одержал 11 побед.
После первого сезона был направлен на стажировку в CPHL (Центральная Профессиональная Хоккейная Лига), где он защищал ворота «Оклахома-Сити Блэйзерс». Вернувшись в НХЛ, он провёл ещё 18 матчей в форме «Бостон Брюинз». По окончании сезона на драфте расширения был выбран «Филадельфией Флайерз».
В первом же сезоне в «Филадельфии Флайерз» Берни помог клубу стать победителем Западного дивизиона. В следующем году «Филадельфия Флайерз» вновь вышел в плей-офф. В начале 1971 года Парент был перепродан в «Торонто Мейпл Ливз». Вернувшись через несколько сезонов в «Филадельфию», смог снова стать основным вратарём.
Великолепные показатели Парента — 270 побед, 121 ничья, 197 поражений, 55 шатаутов и средний коэффициент за всю карьеру 2,55 — позволили ему войти в число членов Зала хоккейной славы. Этой чести он удостоился в 1984 году, став первым игроком «Филадельфии Флайерз», вступивший в хоккейный пантеон.
11 октября 1979 года номер один был навечно закреплён за Берни Парентом.
В 1981 году он был приглашён на должность тренера вратарей «Филадельфии Флайерз», на которой проработал более 10 лет.

## Награды
- Кубок Стэнли - 1974, 1975
- «Везина Трофи» - 1974, 1975
- «Конн Смайт Трофи» - 1974, 1975
- Участник Матчей всех звёзд НХЛ (5) - 1969, 1970, 1974, 1975, 1977.

## Карьера
| сезон   | клуб          | чемпионат(игры) | голы+сухарь | КН(коэфициент надежности) | Кубок Стэнли(игры) | голы+сухарь | КН   |
| ------- | ------------- | --------------- | ----------- | ------------------------- | ------------------ | ----------- | ---- |
| 1965/66 | «Бостон»      | 39              | 128 +1      | 3,69                      |                    |             |      |
| 1966/67 | «Бостон»      | 18              | 62          | 3.64                      |                    |             |      |
| 1967/68 | «Филадельфия» | 38              | 93+4        | 2.48                      | 5                  | 8           | 1,35 |
| 1968/69 | «Филадельфия» | 58              | 151+1       | 2,69                      | 3                  | 12          | 4,00 |
| 1969/70 | «Филадельфия» | 62              | 171+3       | 2,79                      |                    |             |      |
| 1970/71 | «Филадельфия» | 30              | 73+2        | 2,76                      |                    |             |      |
|         | «Торонто»     | 18              | 46+1        | 2,65                      | 4                  | 9           | 2,30 |
| 1971/72 | «Торонто»     | 47              | 116+3       | 2,56                      | 4                  | 13          | 3,21 |
| 1973/74 | «Филадельфия» | 73              | 136+12      | 1,89                      | 17                 | 35+2        | 2,02 |
| 1974/75 | «Филадельфия» | 68              | 137+12      | 2,03                      | 15                 | 29+4        | 1,89 |
| 1975/76 | «Филадельфия» | 11              | 24          | 2,34                      | 8                  | 27          | 3,38 |
| 1976/77 | «Филадельфия» | 61              | 159+5       | 2,71                      | 3                  | 8           | 3,90 |
| 1977/78 | «Филадельфия» | 49              | 108+7       | 2                         | 12                 | 33          |      |
| 1978/79 | «Филадельфия» | 36              | 89+4        | 2,70                      |                    |             |      |
| Всего   |               | 608             | 1493+55     | 2,55                      | 71                 | 174+6       | 2,43 |